# Piney Pinecreek Border Airport

i7
```
   
i7.2
```

i11
i13
Der Piney Pinecreek Border Airport (FAA-LID: 48Y) ist ein öffentlicher Flugplatz, welcher sich 3,7 km nordöstlich von Pinecreek, Minnesota befindet. Er gehört dem Transportministerium des Staates Minnesota.
Der Flugplatz ist einer von insgesamt sechs, welche sowohl auf kanadischem, wie auch auf US-amerikanischem Territorium liegen. Er bedient deshalb auch die Gemeinde Piney, Manitoba.
Ursprünglich lag der Piney Pinecreek Border Airport komplett auf amerikanischem Gebiet. Weil ein Ausbau der Piste notwendig wurde, musste man auf Grund diverser Hindernisse südlich des Flugplatzes auf das Gebiet nördlich davon ausweichen, welches kanadisches Territorium ist. Nachdem verschiedene Vereinbarungen getroffen worden waren, konnte die Landebahn den 49. Breitengrad kreuzen.
Am Flugplatz befinden sich Dienststellen sowohl des amerikanischen wie auch des kanadischen Zolls. Ebenso ist der Flugplatz ein Magnet für Touristen. Der Flugplatz ist über den Manitoba Highway 89, bzw. den Minnesota State Highway 89 erreichbar.

## Infrastruktur und Flugzeuge
Der Piney Pinecreek Border Airport umfasst eine Fläche von 25 Hektar und befindet sich 330 Meter über dem Meeresspiegel. Er hat eine asphaltierte Landebahn mit der Bezeichnung 15/33, welche 1005 Meter lang und 23 Meter breit ist. Durchschnittlich landen monatlich etwa 250 Flugzeuge auf dem Flugplatz.